# マイク・ヘンリー
マイク・ヘンリー（Mike Henry、1964年3月25日 - ）は、アメリカ合衆国の俳優。バージニア州リッチモンド出身。

## 出演作品
- テッド（ニュースキャスター）
- ロボットチキン/スター・ウォーズ　エピソード3
- ギルモア・ガールズ 第6シーズン
- ギルモア・ガールズ 第4シーズン
- ファミリー・ガイ
- 宇宙探査艦オーヴィル

「ファミリー・ガイ」では番組開始から約20年間にわたってクリーブランド・ブラウンの声を演じていたが、「担当しているキャラクターが黒人（有色人種）である以上、私ではなく、黒人が声を担当すべきだ」として、2020年6月27日にTwitterで降板することを発表した。
その後、アニメを制作しているフォックスはYouTuberとして活動しているArif Zahirが本キャラクターの声を担当すると同年9月25日に発表した。